# 中島用悪水路
中島用悪水路（なかじまようあくすいろ）は、埼玉県幸手市・北葛飾郡杉戸町を流れる農業用水路兼排水路である。

## 概要
埼玉県幸手市西関宿の江戸川より分水し、主として江戸川より西側の水田地域を灌漑する。幸手市南東部にて北葛飾郡杉戸町との市町界を成し、幸手市大字惣新田・北葛飾郡杉戸町大字椿・大字並塚の境界にて中川に合流・終点となる。
中川との合流直前に中島排水機場が設置されている。

## 流路
- 源流：江戸川
- 起点：埼玉県幸手市大字西関宿
- 幸手市大字西関宿にて江戸川より分水し、西へ流れすぐに流路を南へと変える。
- 大字西関宿（北側）と大字惣新田（南側）の境界にて幸手放水路を伏せ越す。
- 関宿橋交差点の西側にて埼玉県道26号境杉戸線を横断する。
- 埼玉県道42号松伏春日部関宿線の西側を沿うように大字惣新田を南へ流下する。
- 大字惣新田の中央部よりやや南において新4号国道の東側を沿うように南流する。
- 新4号国道と埼玉県道383号惣新田幸手線との芝原交差点より南方約150mの地点で新4号国道を西へと横断する。
- 新4号国道に沿うように南へ流下する。
- 埼玉県道319号惣新田春日部線を横断し、幸手市大字惣新田（西側）・北葛飾郡杉戸町大字椿（東側）の境界を南へ流れる。
- 中島排水機場を通過する。
- 埼玉県道319号惣新田春日部線を西へ横断する。
- 幸手市大字惣新田・北葛飾郡杉戸町大字椿・大字並塚の境界にて中川に合流・終点となる。
- 終点：中川

## 橋梁
- 江戸川土手下の暗渠（江戸川土手上の道路および埼玉県道268号西関宿栗橋線）
- 伏せ越し（幸手放水路）
- 三田橋（埼玉県道26号境杉戸線）
- 居砂橋（幸手市道2014号線）
- 下居砂橋（幸手市道2019号線）
- 巻砂下橋（幸手市道2020号線）
- 九郎右衛門橋（幸手市道2036号線）
- 下沢橋（埼玉県道383号惣新田幸手線）
- （新4号国道）
- 一ツ谷橋（埼玉県道319号惣新田春日部線）
- 古葛西橋（埼玉県道319号惣新田春日部線）

## 周辺の施設
- 幸手放水路
- 中川上流排水機場
- 中島排水機場